# Blackbolbus furcaticollis
Blackbolbus furcaticollis är en skalbaggsart som beskrevs av Henry Fuller Howden 1985. Blackbolbus furcaticollis ingår i släktet Blackbolbus och familjen Bolboceratidae. Inga underarter finns listade.